# Samyaza
Samyaza, auch bekannt unter den Namen Shemyazaz, Semjaza, Shemyaza, Samjaza, Shemhazai oder Amez[y]arak, ist ein gefallener Engel, der im apokryphen 1. Buch Henoch erwähnt wird, wo er der Anführer einer Gruppe von Engeln ist, die sich mit den Töchtern der Menschen verbinden und diese schwängern, woraufhin die Nephilim entstehen.
Diese Geschichte wird auch im ersten Buch Genesis Kapitel 6 angedeutet, jedoch äußerst kurz und es werden keine Namen von den daran beteiligten Engeln genannt:
Als sich die Menschen über die Erde hin zu vermehren begannen und ihnen Töchter geboren wurden, sahen die Gottessöhne, wie schön die Menschentöchter waren, und sie nahmen sich von ihnen Frauen, wie es ihnen gefiel. (…) In jenen Tagen gab es auf der Erde die Riesen, und auch später noch, nachdem sich die Gottessöhne mit den Menschentöchtern eingelassen und diese ihnen Kinder geboren hatten. Das sind die Helden der Vorzeit, die berühmten Männer.
Ähnlich wie im Falle Luzifers wird auch Samyaza zusammen mit seinen abtrünnigen Engeln vom Erzengel Michael gebannt, der von Gott diese Aufgabe bekam. Die Nephilim auf Erden jedoch werden durch die Sintflut vernichtet.
In manchen religiösen Ansichten wird Samyaza jedoch – ähnlich dem Namen Belial – als Luzifer bzw. Satan gedeutet.
Ob es sich bei dem Engel Amazarak oder Amez[y]arak auch um Samyaza handelt, ist umstritten. Der einzige Hinweis ist im 1. Buch Henoch eine kurze Stelle, wo es heißt, dass Amazarak den Menschen Zauber beibrachte – was auch von Samyaza berichtet wird. Es ist auch die Ansicht vertreten, dass Amazarak oder Amez[y]arak eine äthiopische Verfälschung des Namens Samyaza ist.